# Aeroportul Zafer
Aeroportul Zafer (IATA: KZR, ICAO: LTBZ) este un aeroport din Altıntaş⁠(d), Provincia Kütahya, Turcia ce deservește zona Kütahya. Aeroportul a fost tranzitat în 2022 de 57.370 de pasageri.
Situat la o altitudine de 1.013 m, aeroportul dispune de 1 pistă.

## Infrastructură

### Piste
Aeroportul dispune de o singură pistă. Pista are orientarea 12/30. 